# Japans rugby sevensteam (mannen)
Het Japanse rugby sevensteam is een team van rugbyers dat Japan vertegenwoordigt in internationale wedstrijden.

## Wereldkampioenschappen
De beste prestatie was driemaal dertiende.
- WK 1993: 13e
- WK 1997: 17e
- WK 2001: 13e
- WK 2005: 13e
- WK 2009: 21e
- WK 2013: 18e
- WK 2018: 15e
- WK 2022: Niet geplaatst

## Olympische Zomerspelen
Japan behaalde tijdens de Olympische Zomerspelen 2016 de vierde plaats.
- OS 2016: 4e
- OS 2020: 11e
- OS 2024: 12e